# Liste der Baudenkmäler in Schneizlreuth

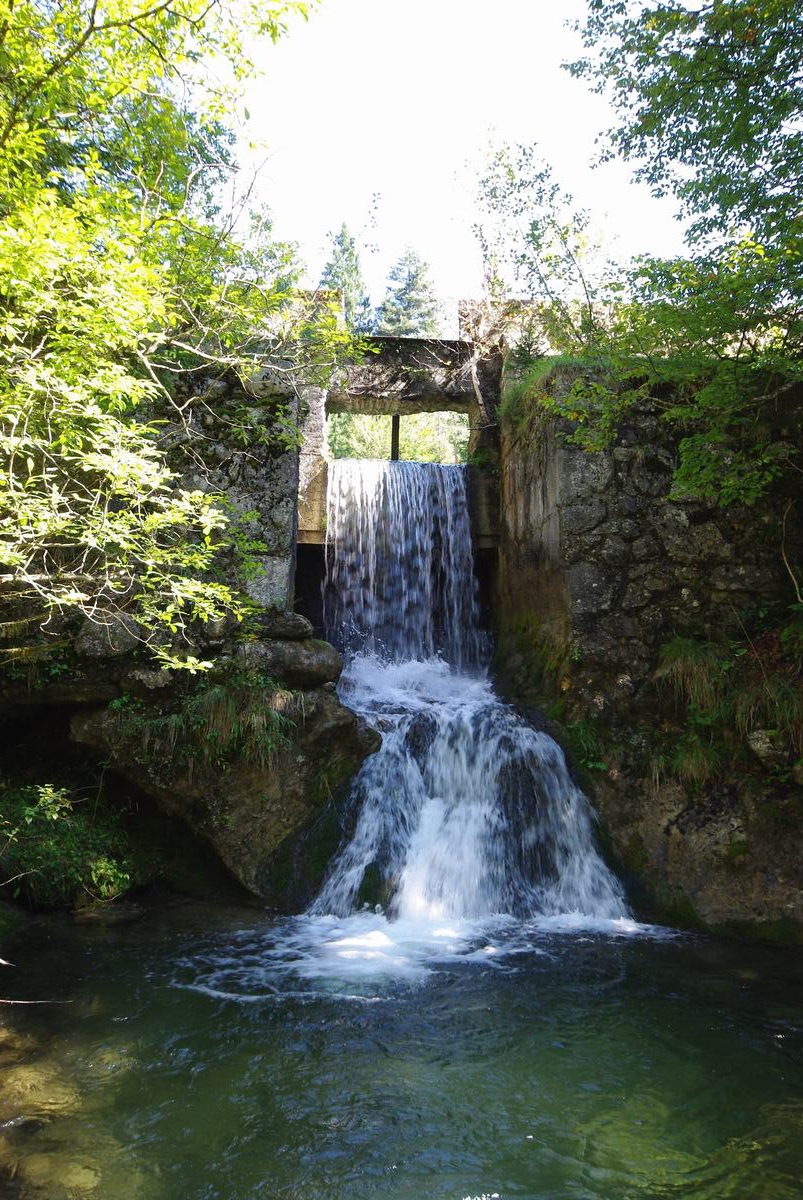
Kastnerklause

Auf dieser Seite sind die Baudenkmäler in der oberbayerischen Gemeinde Schneizlreuth zusammengestellt. Diese Tabelle ist eine Teilliste der Liste der Baudenkmäler in Bayern. Grundlage ist die Bayerische Denkmalliste, die auf Basis des Bayerischen Denkmalschutzgesetzes vom 1. Oktober 1973 erstmals erstellt wurde und seither durch das Bayerische Landesamt für Denkmalpflege geführt wird. Die folgenden Angaben ersetzen nicht die rechtsverbindliche Auskunft der Denkmalschutzbehörde.

## Einzeldenkmäler nach Gemeindeteilen

### Schneizlreuth
| Lage                                                                                 | Objekt          | Beschreibung | Akten-Nr.    | Bild    |
| ------------------------------------------------------------------------------------ | --------------- | --- | ------------ | ------- |
| Schneizlreuth 1 (Standort)                                                           | Hofkapelle      | Schopfwalmdach und Dachreiter, zweite Hälfte 19. Jahrhundert; Beim Gasthaus Post | D-1-72-131-1 | BW      |
| Schneizlreuth 2 (Standort)                                                           | Pfarrbauerngut  | Einfirsthof, massiv, 1541 erbaut, 1697/98 erneuert, Tür- und Fenstergewände in Rotmarmor, Legschindeldach; Zuhaus, mit Schopfwalmdach und Legschindeldeckung, wohl erste Hälfte 19. Jahrhundert Gebäude brennt am 23. Mai 2015 um 3:05 aus. Sechs Menschen sterben. | D-1-72-131-2 | BW      |
| Schneizlreuth parallel zur Thumseestraße bei Nesselgraben (Standort)                 | Soleleitungsweg | Reichenhall-Rosenheim | D-1-72-131-4 | BW      |
| Schneizlreuth Abzweigung nach Schneizlreuth von der Deutschen Alpenstraße (Standort) | Obelisk         | niedriger Obelisk auf Sockel | D-1-72-131-5 | Obelisk |

### Jochberg
| Lage                                | Objekt        | Beschreibung                                                         | Akten-Nr.     | Bild           |
| ----------------------------------- | ------------- | -------------------------------------------------------------------- | ------------- | -------------- |
| Jochberg 10 (Standort)              | Bauernhof     | bemalte Firstpfetten, um 1770/90                                     | D-1-72-131-7  | BW             |
| Jochberg 70 (Standort)              | Bauernhaus    | geschweifte, bemalte Giebelpfetten bezeichnet mit dem Jahr 1784      | D-1-72-131-9  | BW             |
| Jochberg Im Katzengraben (Standort) | Kastnerklause | Triftklause; sogenannte Kastner- oder Stabachklause, Kalksteinaufbau | D-1-72-131-11 | weitere Bilder |

### Melleck
| Lage                                                | Objekt                                | Beschreibung                                                                    | Akten-Nr.     | Bild       |
| --------------------------------------------------- | ------------------------------------- | ------------------------------------------------------------------------------- | ------------- | ---------- |
| Schneizlreuth an der Straße nach Melleck (Standort) | Gedenktafel                           | des 19. Jahrhunderts, napoleonische Verteidigungskämpfe                         | D-1-72-131-3  | BW         |
| Melleck 1 (Standort)                                | Hofkapelle                            | Achteckbau mit Zeltdach und Laterne, 1. Hälfte 18. Jahrhundert; mit Ausstattung | D-1-72-131-12 | Hofkapelle |
| Melleck 1 (Standort)                                | Wohnhaus, ehemals Forst- und Zollhaus | mit Schopfwalmdach, 1. Hälfte 19. Jahrhundert                                   | D-1-72-131-13 | BW         |
| an der alten Staatsstraße, am Steinbach ()          | Grenzstein Bayern - Österreich        | mit Wappen, bezeichnet 1818                                                     | D-1-72-131-61 |            |

### Oberjettenberg
| Lage                                         | Objekt            | Beschreibung                                                                                           | Akten-Nr.     | Bild |
| -------------------------------------------- | ----------------- | --- | ------------- | ---- |
| Oberjettenberg 4 (Standort)                  | Bauernhaus        | 18./19. Jahrhundert                                                                                    | D-1-72-131-15 | BW   |
| Oberjettenberg 5 (Standort)                  | Kapelle St. Maria | mit Dachreiter, 1903; mit Ausstattung                                                                  | D-1-72-131-14 | BW   |
| Oberjettenberg Oberjettenberg 6 (Standort)   | Haidermühle       | 18./19. Jahrhundert                                                                                    | D-1-72-131-17 | BW   |
| Im alten Brand (Standort)                    | Ehemals Brechlbad | Brechlbad; 18./19. Jahrhundert; südlich unterhalb Oberjettenberg am Waldrand                           | D-1-72-131-18 | BW   |
| südöstl. unterhalb Oberjettenberg (Standort) | Wegkapelle        | 2. Hälfte 18. Jahrhundert; mit Ausstattung; südöstlich unterhalb Oberjettenberg nicht nachqualifiziert | D-1-72-131-19 | BW   |

### Ristfeucht
| Lage                    | Objekt                     | Beschreibung                                                                            | Akten-Nr.     | Bild |
| ----------------------- | -------------------------- | --------------------------------------------------------------------------------------- | ------------- | ---- |
| Ristfeucht 1 (Standort) | Bauernhaus „Beim Daxbauer“ | mit Giebellaube und Flezgewölbe, im Kern frühbarock, Firstpfette bezeichnet mit 1853    | D-1-72-131-40 | BW   |
| Ristfeucht 4 (Standort) | Bauernhaus                 | Obergeschoss in Blockbauweise, Laube, 17./18. Jahrhundert                               | D-1-72-131-21 | BW   |
| Ristfeucht 5 (Standort) | Bauernhaus                 | Lenzenbauernhof, bezeichnet mit 1775, Erdgeschoss wohl älter                            | D-1-72-131-22 | BW   |
| Ristfeucht 8 (Standort) | Bauernhaus                 | Tür- und Fenstergewände in Rotmarmor, bezeichnet mit dem Jahr 1614, Obergeschoss später | D-1-72-131-23 | BW   |

### Unterjettenberg
| Lage                                                                         | Objekt                                                                      | Beschreibung | Akten-Nr.     | Bild |
| ---------------------------------------------------------------------------- | --------------------------------------------------------------------------- | --- | ------------- | ---- |
| Unterjettenberg 1 (Standort)                                                 | Ehemals Brunnhaus der Soleleitung Berchtesgaden–Reichenhall, jetzt Gasthaus | erdgeschossiger Putzbau mit Schopfwalmdach, 1810                                                                                       | D-1-72-131-24 | BW   |
| Unterjettenberg 14 (Standort)                                                | Kreuzgruppe                                                                 | 1680/90; an der Hauswand | D-1-72-131-25 | BW   |
| Unterjettenberg 21 (Standort)                                                | Kapelle St. Maria                                                           | mit Dachreiter, wohl 18. Jahrhundert; mit Ausstattung                                                                                  | D-1-72-131-26 | BW   |
| Unterjettenberg 25 (Standort)                                                | Bauernhaus                                                                  | mit Türgewände in Haustein, Wandmalereien, Giebelbalkon, bemalten Pfettenköpfen, bezeichnet mit dem Jahr 1827                          | D-1-72-131-27 | BW   |
| Unterjettenberg 27 (Standort)                                                | Bauernhaus                                                                  | Obergeschoss verputzter Blockbau, 18./19. Jahrhundert; vgl. auch Haus Nr. 25                                                           | D-1-72-131-29 | BW   |
| Unterjettenberg Latschenberg;Schwarzbach Mähder;Unterjettenberg 1 (Standort) | Brücke über den Staubbach                                                   | hohe Pfeiler aus Haustein, an die Brückenköpfe anschließende Stützmauern; um 1820; in der Nähe des ehemaligen Brunnhauses (Haus Nr. 1) | D-1-72-131-30 | BW   |
| Oberjettenberg beim ehemaligen Soderbauern (Standort)                        | Wegkapelle                                                                  | mit Schopfwalmdach und Dachreiter, wohl 18. Jahrhundert; jetzt Militärgelände                                                          | D-1-72-131-20 | BW   |

### Weißbach an der Alpenstraße
| Lage                                 | Objekt                                     | Beschreibung | Akten-Nr.     | Bild           |
| ------------------------------------ | ------------------------------------------ | --- | ------------- | -------------- |
| Nähe B 305 (Standort)                | Bildstock                                  | reliefierte Stele mit Tabernakelaufsatz, aus Rotmarmor, wohl spätmittelalterlich | D-1-72-131-56 | BW             |
| Berchtesgadener Straße 40 (Standort) | Ehemals Wegmacherhaus                      | mit Walmdach über großer Hohlkehle, wohl um 1800 | D-1-72-131-33 | BW             |
| Brunnhausweg 4 (Standort)            | Brunnhaus Grub                             | zweigeschossiger Putzbau mit Schopfwalmdach, um 1810 | D-1-72-131-34 | Brunnhaus Grub |
| Geislerweg 6 und 8 (Standort)        | Ehemals Bauernhaus, sogenannter Geislerhof | zweigeschossiger Flachsatteldachbau mit hohem Kniestock, Erdgeschoss 18. Jahrhundert, um 1870 (1820?) aufgestockt, im Stallteil Kappengewölbe auf Pfeilern; Ehemaliger Getreidekasten, erdgeschossiger, ursprünglich zweigeschossiger Blockbau, angeblich von 1751; Zuhaus, sogenannte Alte Mühle, kleiner Satteldachbau, Erdgeschoss gemauert, Obergeschoss verschalte Ständerkonstruktion, 18. Jahrhundert | D-1-72-131-35 | BW             |
| Gruberweg 9 (Standort)               | Bauernhaus                                 | mit barocken Fresken, wohl 1751, später übermalt, Haustür bezeichnet mit 1751; Nebengebäude, Obergeschoss in Blockbauweise, wohl 18. Jahrhundert; Ehemaliges Backhaus, mit Schopfwalmdach und Marmor-Fenstergewänden, Mitte 18. Jahrhundert | D-1-72-131-36 | Bauernhaus     |
| Inzeller Straße 36 (Standort)        | Brunnhaus Nagling                          | Ehemaliges Brunnhaus Nagling der Soleleitung Reichenhall–Rosenheim; zweigeschossiger Putzbau mit Schopfwalmdach, bezeichnet mit 1816; angeschlossen verschindelter Turm und erdgeschossiger Verbindungsbau, gleichzeitig; rückwärts neben der ehemaligen Steigleitung Treppenanlage, Solebehälter und weitere technische Anlagen am Hang.                                                                    | D-1-72-131-37 | BW             |
| Kirchweg 10 (Standort)               | Kath. Filialkirche St. Vinzenz             | quadratischer Zeltdachbau, Vorhalle nach Westen mit weit heruntergezogenem Dach, eingestellter zylindrischer Turm mit Zwiebelhaube, im Osten Sakristeianbau, von Georg Berlinger, 1949/50; mit Ausstattung. | D-1-72-131-51 | weitere Bilder |

### Weitere Gemeindeteile
| Lage                                                                          | Objekt                     | Beschreibung | Akten-Nr.     | Bild           |
| ----------------------------------------------------------------------------- | -------------------------- | --- | ------------- | -------------- |
| Baumgarten Nähe Lueger (Standort)                                             | Hofkapelle des Lugerbauern | 2. Hälfte 18. Jahrhundert; westlich des Gasthauses an der Saalach | D-1-72-131-6  | BW             |
| Jettenberger Forst Anthauptenalm (Standort)                                   | Anthauptenalm              | Kaser und Diensthütte der Anthauptenalm; sogenannter Wastlkaser, eingeschossiger überkämmter Kant- und Rundholzblockbau mit vorkragendem Flachsatteldach und Steinsockel, erstes Viertel 20. Jahrhundert sogenannte Anthauptenalm-Diensthütte, zweigeschossiger, überkämmter und verschindelter Blockbau mit Satteldach und Bruchsteinsockel, erstes Viertel 20. Jahrhundert. | D-1-72-131-41 | BW             |
| Jettenberger Forst Aschauer Klamm (Standort)                                  | Aschauer Klause            | Triftklause; Triftwehr aus Bruchsteinmauerwerk, um 1796. | D-1-72-131-58 | BW             |
| Weißbacher Forst Hinter- und Vorderrauschberg;Maisenberg;Reiteralm (Standort) | Bäckinger Klause           | Triftklause, sog. Bäckinger Klause, am Unterlauf der Vorderen Schwarzache; Triftwärterhaus, erdgeschossiger Massivbau mit vorstehendem schindelgedecktem Schopfwalmdach, bez. 1804; Triftwehr mit Klausentor, verputzte Kalksteinmauer, gleichzeitig, südlicher Teil 1927–30 gesprengt. | D-1-72-131-52 | weitere Bilder |
| Weißbacher Forst (Standort)                                                   | Bichleralm                 | Kaser der Bichleralm; erdgeschossiger Bruchsteinbau, Kniestock und Giebel in Rundholzblockbauweise, Flachsatteldach mit Legschindeldeckung, im Kern wohl 18. Jahrhundert; südwestlich unterm Maisenberg, am Vorderen Schwarzachen. | D-1-72-131-42 | BW             |
| Weißbacher Forst Hinterhiental (Standort)                                     | Hientalklause              | Triftklause, sog. Hiental- oder Mittereckerklause Triftwärterhaus Triftwehr mit Durchlass, aus Bruchsteinmauerwerk, 1798, verstärkt 1897. | D-1-72-131-53 | BW             |
| Weißbacher Forst (Standort)                                                   | Harbachalm                 | Kaser der Harbachalm; eingeschossiger überkämmter Blockbau mit Flachsatteldach und Natursteinsockel; Firstpfette bezeichnet 1882; südwestlich unterm Maisenberg, am Vorderen Schwarzachen. | D-1-72-131-44 | Harbachalm     |
| Forst Sankt Zeno (Standort)                                                   | Dalsenalm                  | Kaser der Dalsenalm, sogenannter Sichlerkaser, eingeschossiger überkämmter Blockbau auf Bruchsteinsockel, Flachsatteldach mit Legschindeldeckung, Firstpfette bezeichnet 1897; Im Lattengebirge, 1194 m Höhe | D-1-72-131-43 | BW             |
| Forst Sankt Zeno Röthelbach (Standort)                                        | Röthelbachklause           | Triftklause, großes Triftwehr aus Bruchsteinmauerwerk, 1796. | D-1-72-131-57 | BW             |
| Forst Sankt Zeno Röthelbach (Standort)                                        | Röthelbachhütte            | Diensthütte der Röthelbachalm, sog. Röthelbachhütte, zweigeschossiger überkämmter Blockbau mit einseitig abgeschlepptem Satteldach, Bruchsteinsockel und Laube, Firstpfette bez. 1927; im Lattengebirge, ca. 980 m Höhe. | D-1-72-131-55 | BW             |
| Forst Sankt Zeno (Standort)                                                   | Moosenalm                  | Zwei Kaser der Moosenalm; sogenannter Wölflkaser, Rundumtyp, eingeschossiger überkämmter Blockbau, Flachsatteldach mit Legschindeldeckung, im Innern dreiräumiges Kaserstöckl, Firstpfette bezeichnet 1863, um 1970 am Platz des ehemaligen Untergainswiesenkasers wiederaufgebaut und erweitert; mit Ausstattung; sogenannter Sichlerkaser, eingeschossiger Blockbau, Flachsatteldach mit Legschindeldeckung, Firstpfette bezeichnet 1900; im Lattengebirge, ungefähr 1445 m Höhe | D-1-72-131-45 | BW             |

### Almen
| Lage                           | Objekt                | Beschreibung | Akten-Nr.     | Bild |
| ------------------------------ | --------------------- | --- | ------------- | ---- |
| ?? Schwarzbachalmen (Standort) | Obere Schwarzbachalm  | Drei Kaser der Oberen Schwarzbachalm; sog. Unterwegscheiderkaser, eingeschossiger überkämmter Blockbau mit vorkragendem Flachsatteldach und Bruchsteinsockel, Ende 19. Jh.; sog. Wölflkaser, eingeschossiger überkämmter Blockbau mit vorkragendem Flachsatteldach mit Legschindeldeckung und Bruchsteinsockel, Firstpfette bez. 1922; sog. Freidingkaser, eingeschossiger überkämmter Blockbau mit vorkragendem Flachsatteldach und Bruchsteinsockel, 18./1. Hälfte 19. Jh.; westlich unter der Schwarzbachwacht, ca. 765 m Höhe. | D-1-72-131-54 | BW   |
| ?? Schwarzbachalmen (Standort) | Untere Schwarzbachalm | Zwei Kaser der Unteren Schwarzbachalm, Niederleger; Doppelkaser, sogenannter Mösl-Wastl-Kaser, eingeschossiger, überkämmter Blockbau mit Flachsatteldach mit einseitiger Legschindeldeckung und Natursteinsockel, Firstpfette bezeichnet 1895; sogenannter Egglerkaser, eingeschossiger, überkämmter Blockbau mit Flachsatteldach und Natursteinsockel, 19. Jahrhundert; nordwestlich unter der Schwarzbachwacht, ungefähr 750 m Höhe.                                                                                             | D-1-72-131-47 | BW   |
| ?? Ristfeuchthorn (Standort)   | Sellarnalm            | Kaser der Sellarnalm, sogenannter Scheuerlkaser, eingeschossiger überkämmter Blockbau mit Legschindeldach und Bruchsteinsockel, Firstpfette bezeichnet 1811; südwestlich unterm Ristfeuchthorn, 1152 m Höhe. | D-1-72-131-48 | BW   |

## Ehemalige Baudenkmäler
| Lage                                                                    | Objekt                            | Beschreibung | Akten-Nr.     | Bild           |
| ----------------------------------------------------------------------- | --------------------------------- | --- | ------------- | -------------- |
| Jochberg Jochberg 60 (Standort)                                         | Bauernhof                         | bemalte Giebelpfetten bezeichnet mit dem Jahr 1775                                                                               | D-1-72-131-8  | BW             |
| Mauthäusl Wirtshaus Mauthäusl 1 (Standort)                              | Mauthäusl                         | Altbau, zweigeschossig, mit Flachsatteldach, 18./19. Jahrhundert, im Kern älter; Gedenktafel, 1777, an der Böschung vor dem Haus | D-1-72-131-38 | BW             |
| Oberjettenberg Oberjettenberg 5 (Standort)                              | Bauernhaus,                       | 18./19. Jahrhundert; vgl. Nr. 4                                                                                                  | D-1-72-131-16 | BW             |
| Unterjettenberg Unterjettenberg 26 (Standort)                           | Bauernhaus                        | mit Eckrustizierungen und hölzerner Laube, Stallteil zum Teil in Blockbauweise; vgl. auch Haus Nr. 25                            | D-1-72-131-28 | BW             |
| Weißbach a.d. Alpenstraße an der Queralpenstraße, Abzweigung Thumsee () | Obelisk                           | Marmor-Obelisk, bezeichnet mit dem Jahr 1803                                                                                     | D-1-72-131-39 |                |
| Weißbach a.d. Alpenstraße Berchtesgadener Straße 1 (Standort)           | Ehemals Brunnhaus der Soleleitung | zweigeschossiger Putzbau mit Schopfwalmdach, um 1810                                                                             | D-1-72-131-31 | BW             |
| Weißbach a.d. Alpenstraße Berchtesgadener Straße 37 (Standort)          | Bauernhaus                        | mit Schopfwalmdach, hölzerner Türstock bezeichnet mit 1815                                                                       | D-1-72-131-32 | BW             |
| Vordersteinbachalm (Standort)                                           | Kaser                             | Steinbau; Kaser, Blockbau; südwestlich vom Ristfeuchthorn; ungefähr 900 m Höhe                                                   | D-1-72-131-49 | BW             |
| Nähe Jochberg 20 (Standort)                                             | Katholische Kapelle St. Georg     | erbaut um 1830; beim abgegangenen Unterkastneranwesen                                                                            | D-1-72-131-10 | weitere Bilder |